# Gunther Lehmann
Gunther Lehmann (* 30. Januar 1897 in Werneck; † 3. Juli 1974 in Dortmund) war ein deutscher Physiologe. Er gehört zu den Begründern der Arbeitsphysiologie.

## Leben
Lehmann studierte an der Julius-Maximilians-Universität Würzburg Medizin und wurde im Jahr 1919 im Corps Moenania aktiv. Als Inaktiver wechselte er an die Preußische Universität zu Greifswald. Dort fiel er Edgar Atzler auf, der ihn 1921 als wissenschaftlichen Assistenten an das Berliner Institut für Arbeitsphysiologie der Kaiser-Wilhelm-Gesellschaft zur Förderung der Wissenschaften mitnahm. Lehmann beendete das Studium an der Friedrich-Wilhelms-Universität zu Berlin, die ihn 1923 zum Dr. med. promovierte. 1927 folgte die Habilitation.
Im selben Jahr wurde Lehmann Abteilungsleiter am Kaiser-Wilhelm-Institut für Arbeitsphysiologie. Als es 1929 von Berlin nach Dortmund übersiedelte, betrieb Lehmann seine Umhabilitation an die Westfälische Wilhelms-Universität. Seit 1942 wissenschaftliches Mitglied und Institutsdirektor, verlegte er die Forschung aus dem Labor in die Betriebe. 1934 bis 1935 war er Mitglied der SA und zum 1. Mai 1937 trat er der NSDAP bei. Die WWU ernannte ihn 1934 zum a.o. Professor und 1939 zum apl. Professor. Seine Erkenntnisse führten zur wesentlichen Verbesserung der Arbeitsbedingungen, z. B. von Beleuchtung, Arbeitsplatzgestaltung, Arbeitspausen und Lärmbekämpfung.
Während des Zweiten Weltkrieges wirkte er auch als Oberstabsarzt im Rahmen der Luftwaffenforschung zum Thema „Untersuchungen über die Einwirkung von Sauerstoffatmung, Sauerstoffmangel und Pharmaka auf die Ermüdbarkeit“. Er war Teilnehmer der Tagung über Ärztliche Fragen bei Seenot und Winternot am 26. und 27. Oktober 1942, wo auch über die „Unterkühlungsversuche“ im KZ Dachau berichtet wurde.
Nach Kriegsende nahmen ihn die Amerikaner in Automatischen Arrest, aus dem er im September 1946 entlassen wurde. Er kehrte an seine Wirkungsstätte als Institutsleiter zurück und kooperierte mit Otto Kienzle. 1948 wurde das Kaiser-Wilhelm-Institut für Arbeitsphysiologie umbenannt in Max-Planck-Institut für Arbeitsphysiologie. Ab 1950 hatte er einen Lehrauftrag an der Technischen Hochschule Hannover. Sie ernannte ihn 1955 zum Honorarprofessor. Von 1957 bis 1960 saß er der Medizinisch-Biologischen Sektion des Wissenschaftlichen Rats der Max-Planck-Gesellschaft vor und 1958/59 dem Wissenschaftlichen Rat dieser Gesellschaft. Lehmann wurde 1966 emeritiert.
Über 30 Jahre war er Herausgeber der Zeitschrift Arbeitsphysiologie. Er gehörte zudem der Redaktion der Fachzeitschrift Grenzgebiete der Medizin an.

## Werke
- Arbeit bei hohen Temperaturen. 1956. GoogleBooks
- Die Arbeitsfähigkeit des Menschen im tropischen Klima. Westdeutscher Verlag, Köln Opladen 1965. GoogleBooks
- Die Beeinflussung vegetativer Funktionen des Menschen durch Geräusche. Springer, Wiesbaden. GoogleBooks

## Ehrungen
- Großes Bundesverdienstkreuz (1962)[3]